# G. W. Bailey
George William "G. W." Bailey (Port Arthur, 27 de agosto de 1944) é um ator norte-americano. 
Embora seja um ator que interpretou vários papéis dramáticos, ele é mais conhecido por seus personagens em séries e filmes de comédia, como Luther Rizzo da série M*A*S*H e como o tenente e capitão Thaddeus Harris na série de filmes Police Academy. De 2005 a 2018, foi um dos protagonistas da série Major Crimes.

## Biografia
George nasceu na cidade de Port Arthur, em 1944. Estudou na Thomas Jefferson High School, mesma turma de Janis Joplin. Ingressou na Lamar University e depois se transferiu para a Universidade de Tecnologia do Texas, em Lubbock. Deixando a faculdade, George passou boa parte da década de 1960 trabalhando em companhias teatrais locais, antes de se mudar para a Califórnia na década de 1970, onde conseguiu papéis de figuração em programas de televisão, como Starsky and Hutch e Charlie's Angels.
Sua estreia nos cinemas foi em A Force of One (1979), um dos primeiros filmes de Chuck Norris. O papel que lhe deu notoriedade, porém, foi a de sargento Luther Rizzo, na série M*A*S*H, onde atuou em 13 episódios. Em Rustler's Rhapsody (1985), trabalhou ao lado de Tom Berenger.
George voltou para a universidade em 1993, desta vez se formando na Universidade Estadual do Texas, com bacharelado em belas artes e teatro. No final da década de 1990, ele estrelou 3 dos 17 episódios de uma minissérie para a televisão e vários filmes da série produzida pelo canal TNT sobre a bíblia. Atuou em Solomon (1997),Jesus (1999) e Paul (2000).
Desde 2001, George trabalhou como diretor executivo da Sunshine Kids Foundation, que oferecia atividades e viagens para centenas de crianças com câncer todos os anos. George foi voluntário na instituição depois que sua neta foi diagnosticada com leucemia.

## Filmografia selecionada
- Chips (1978)
- A Force of One (1979)
- M*A*S*H (1979–1983)
- Murder in Texas (1981) (TV)
- St. Elsewhere (1982–1983)
- Police Academy (1984)
- Runaway (1984)
- Warning Sign (1985)
- Rustlers' Rhapsody (1985)
- Short Circuit (1986)
- Mannequin (1987)
- Burglar (1987)
- Police Academy 4: Citizens on Patrol (1987)
- Police Academy 5: Assignment Miami Beach (1988)
- Police Academy 6: City Under Siege (1989)
- Dead Before Dawn (1993) (TV)
- Police Academy: Mission to Moscow (1994)
- Murder, She Wrote (1995) (TV)
- The Jeff Foxworthy Show (1996–1997)
- Solomon (1997) (TV)
- Jesus (1999)
- Scorcher (2002)
- Home on the Range (2004) (dublagem)
- Nip/Tuck (2005)
- The Closer (2005-2012)
- Cake: A Wedding Story (2007)
- Left Turn Yield (2007)
- Left Turn Yield (2007) - Man at Crosswalk with Dog
- Johnny's Gone (2011) - Chet
- The Newest Pledge (2012) - Sr. Hodgkinson
- Cupcake Wars juiz (2012)
- I Am Death (2013) - assassino
- Highly Functional (2017) - Dan
- Major Crimes (2012-2018) - Tenente Louie Provenza